# Aulacus vespiformis
Aulacus vespiformis är en stekelart som först beskrevs av Jean-Jacques Kieffer 1911.  Aulacus vespiformis ingår i släktet Aulacus och familjen vedlarvsteklar. Inga underarter finns listade.